# 乌兹别克斯坦共产党 (1994年)
乌兹别克斯坦共产党是乌兹别克斯坦的一个非法的共产主义政党，成立于1994年，是共产党联盟—苏联共产党的成员。
苏联时期的乌兹别克斯坦共产党于1991年放弃马克思列宁主义意识形态，并改组为乌兹别克斯坦人民民主党。1991年以后，一批原乌兹别克共产党成员（主要是干部）试图在乌兹别克斯坦重建共产党。他们立即受到卡里莫夫当局特务部门的“关照”，有的被打有的受恐吓。随着乌兹别克斯坦共产党重建筹备委员会主席（原乌兹别克苏维埃社会主义共和国文化部高级干部，多次被卡里莫夫当局国家安全人员质询）的暴死，这次重建共产党的活动失败。
后来，一些前乌共党员于1994年成立了乌兹别克斯坦共产党。同年12月12日，共产党联盟—苏联共产党在莫斯科召开会议，接纳该党为成员。自该党成立以来，乌兹别克斯坦当局一直禁止其活动。由于该党长期处于地下状态，在乌兹别克斯坦社会生活中没有多少影响。该党的领导人是卡赫拉蒙·马赫穆多夫。